# Pfannenstein (Deidesheim)

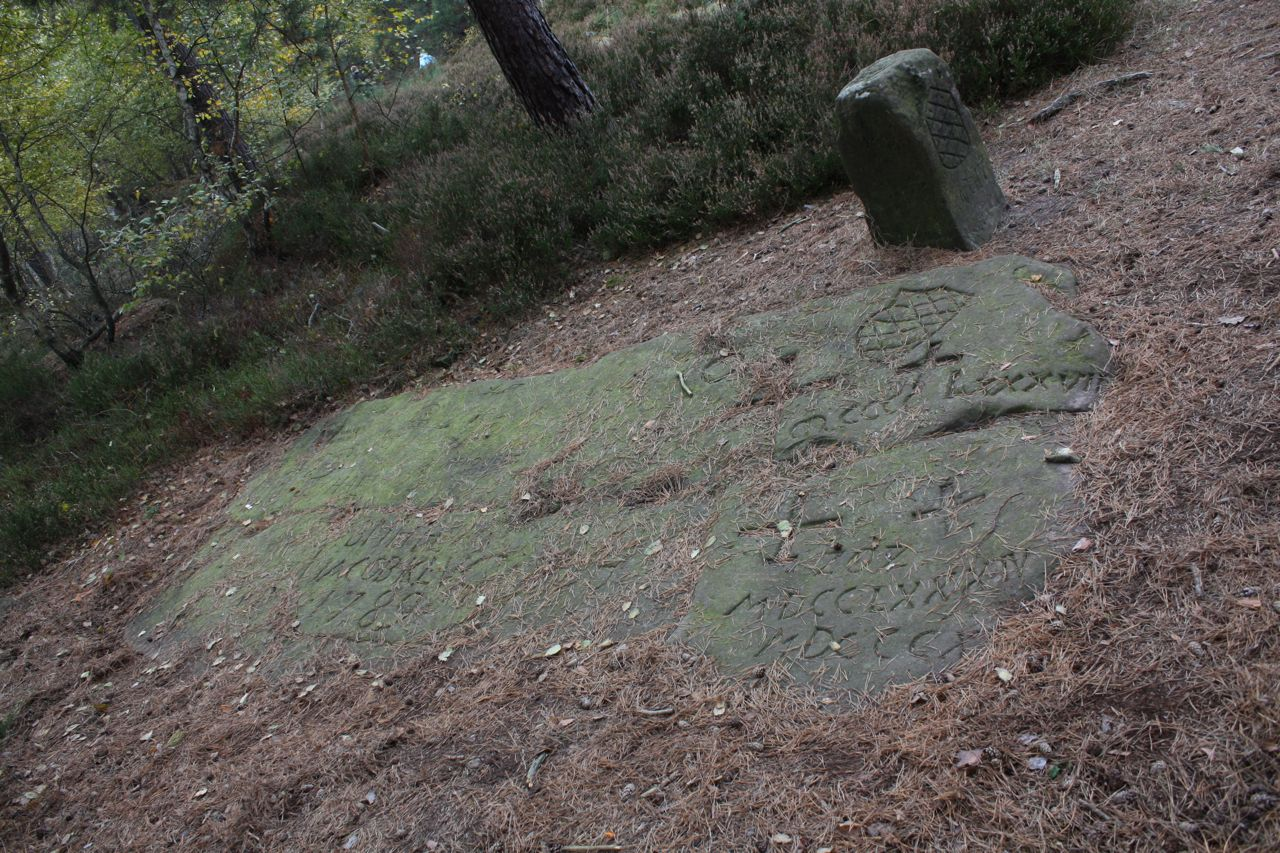
Pfannenstein

Der Pfannenstein, auch Forster Pfann genannt, ist ein Loogfels – ein Fels, auf dem spezielle Einkerbungen gemacht wurden, um eine Grenze zu bezeichnen. Es handelt sich um einen Dreimark-Loogfels, hier laufen die Gemarkungsgrenzen der Städte Deidesheim und Wachenheim an der Weinstraße, sowie der Gemeinde Forst an der Weinstraße zusammen. Der Pfannenstein ist in der Denkmalliste des Landes Rheinland-Pfalz als Einzeldenkmal geführt und bezogen auf das eingelassene Datum der älteste Grenzstein der Pfalz.

## Lage
Der Pfannenstein liegt im Pfälzerwald, etwa 2,8 km westlich von Forst an der Weinstraße, direkt neben einem Wanderweg. Circa 1 km südwestlich liegt der Gipfel des Eckkopfs. Der Pfannenstein markiert die nördliche Grenze Deidesheims, die südliche Grenze Wachenheims und die westliche Grenze von Forst. Etwa 140 m südöstlich befindet sich ein weiterer Grenzfels, der Loogfels Nr. 203.

## Name
Seinen Namen verdankt der Loogfels pfannenartigen Verwitterungsschüsseln, in der Pfalz auch „Suppenschüsseln“ genannt. In alten Beschreibungen wurde er „Pfannenstein“ genannt, in einer solchen aus dem Jahr 1705 auch „Forster Pfann“. Er stand Pate für den Flurnamen „Pfannenstich“ am oberen Ende des Forster Tals.

## Bezeichnungen

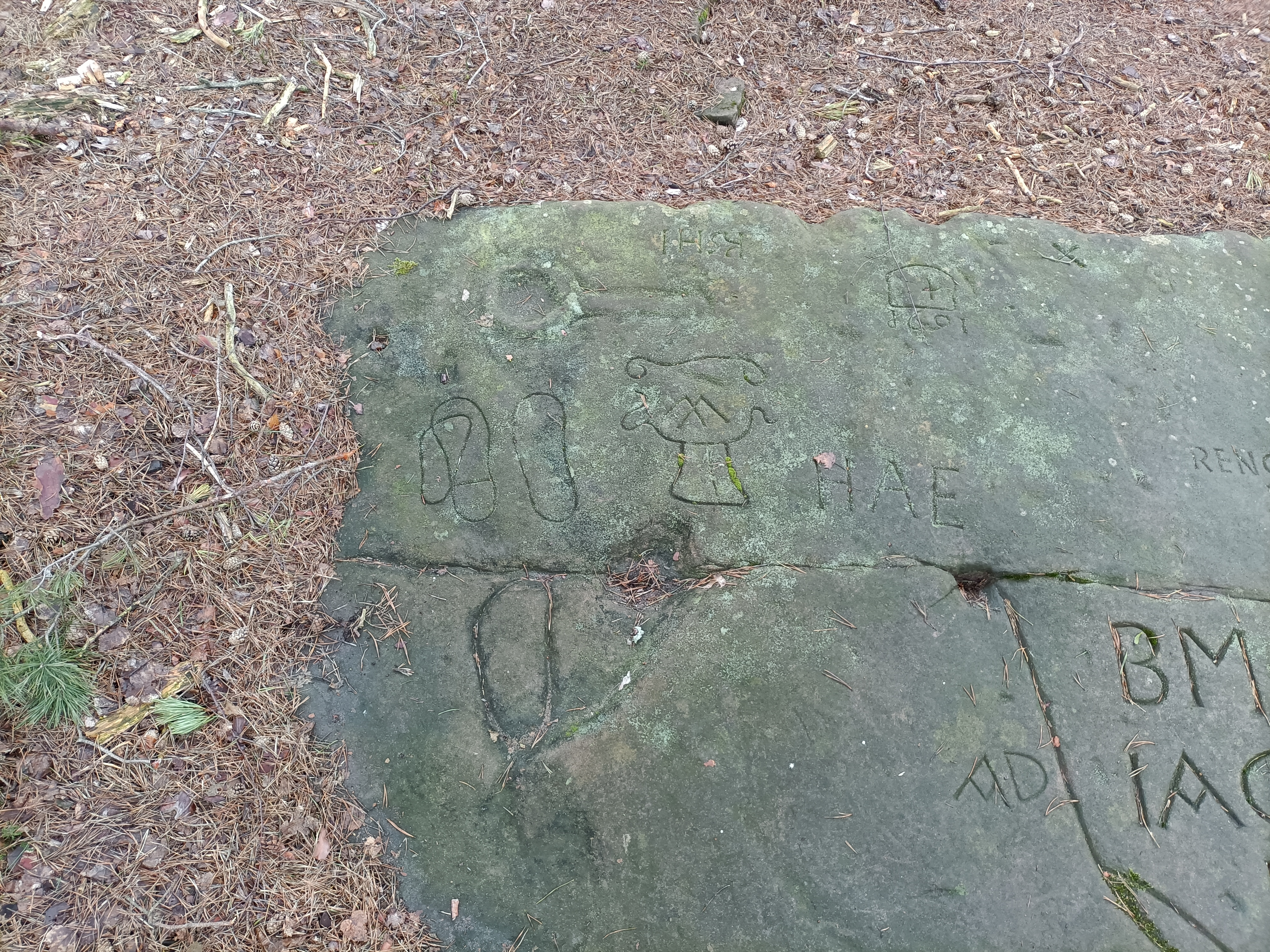
Auf dem Pfannenstein sind unter anderem Schuhabdrücke eingelassen

Auf dem Fels sind folgende Zeichen eingelassen:
- O ist ein Nummerierungsbuchstabe
- Das große Kreuz steht für den Speyerer Bischof, der früher der Landesherr von Deidesheim und Forst war
- Das einfache, kleine Kreuz ist das Forster Grenzzeichen
- Das um einen kleinen Querbalken erweiterte Kreuz ist das Deidesheimer Waldloogzeichen, nach einer Urkunde aus dem Jahr 1528
- Das Rautenwappen steht für Wachenheim
- Z0 ist eine Deidesheimer Grenzsteinnummer

Außerdem sind Monogramme und die Jahreszahlen 1488, 1784, 1789 und 1818 eingekerbt. Auf den linken oberen Rand sind Schuhabdrücke gemeißelt worden. Sie weisen in die Richtung, in welche die Grenze verläuft. Der Altertumswissenschaftler Jacob Grimm vermutete, dass Fuß- bzw. Schuhabdrücke auf Grenzsteinen auf eine innere Landeseinteilung hinweisen. Dies trifft hier wahrscheinlich zu, denn an dieser Stelle verlief früher die Grenze zwischen der dritten und der vierten Haardtgeraide.